# Марьино (Ковровский район)
Марьино — село в Ковровском районе Владимирской области России, входит в состав Новосельского сельского поселения.

## География
Село расположено на берегу реки Нерехта (приток Клязьмы) напротив села Крутово в 16 км на юг от центра поселения посёлка Новый, в 18 км на юг от райцентра города Ковров и в 3 км от федеральной автодороги М7 «Волга».

## История
Основание села относится к началу XVIII века. В это время помещик Павел Степанович Языков поселил здесь несколько крестьянских семейств из других своих вотчин, и образовалось сельцо Марьино. В новопоселенном сельце Языков в 1715 году построил церковь в честь Похвалы Пресвятой Богородицы. Указ из патриаршего казенного приказа о строении церкви дан был в 1714 году 14 августа, а об освящении церкви указ - в 1715 году 6 октября. В середине XVIII столетия Марьино было продано местным дворянам Владыкиным, за которыми уже числилось село Крутово. Построенная Языковым деревянная церковь просуществовала в селе до конца XVIII столетия. В 1791 году по благословению епископа Виктора усердием прихожан начато строительство каменной церкви с такой же колокольнею. Теплый придел в церкви устроен был в 1797 году и освящен во имя святого пророка Илии, а холодная церковь окончена строением в 1802 году и освящена в прежнее наименование – в честь Похвалы Пресвятой Богородицы. С 1879 года в селе существовала церковно-приходская школа и имела собственное помещение, построенное купцом Иваном Треумовым.
В конце XIX — начале XX века село входило в состав Великовской волости Ковровского уезда. 
В годы Советской Власти и вплоть до 2005 года село входило в состав Крутовского сельсовета (с 1998 года — сельского округа).

## Население
| 1859 | 1905 | 1926 | 2002 | 2010 | 2021 |
| ---- | ---- | ---- | ---- | ---- | ---- |
| 181  | →181 | ↗203 | ↘48  | ↘38  | ↘37  |

## Достопримечательности
В селе находится недействующая Церковь Похвалы Божией Матери (1791).